# فندق موفنبيك (رام الله)
فندق موفنبيك رام الله هو فندق في رام الله تابع لفنادق ومنتجعات موفنبيك. يقع مقره في رام الله، دولة فلسطين.